# Näsnaren (Björkviks socken, Södermanland)
Näsnaren är en sjö i Katrineholms kommun i Södermanland och ingår i Nyköpingsåns huvudavrinningsområde. Sjön är 24 meter djup, har en yta på 7,35 kvadratkilometer och befinner sig 42 meter över havet. Sjön avvattnas av vattendraget Vadstorpån.

## Delavrinningsområde
Näsnaren ingår i det delavrinningsområde (652394-153054) som SMHI kallar för Utloppet av Näsnaren. Medelhöjden är 56 meter över havet och ytan är 38,66 kvadratkilometer. Räknas de 2 avrinningsområdena uppströms in blir den ackumulerade arean 55,86 kvadratkilometer. Vadstorpån som avvattnar avrinningsområdet har biflödesordning 2, vilket innebär att vattnet flödar genom totalt 2 vattendrag innan det når havet efter 65 kilometer. Avrinningsområdet består mestadels av skog (69 procent). Avrinningsområdet har 7,32 kvadratkilometer vattenytor vilket ger det en sjöprocent på 18,9 procent.